# Chéri Samba
Chéri Samba sau Samba wa Mbimba N'zingo Nuni Masi Ndo Mbasi (n. 30 decembrie 1956, Kintomvuila⁠(d), Provincia Kongo Central, RDC) este un pictor din Republica Democratică Congo. Este unul dintre cei mai cunoscuți artiști contemporani africani, lucrările sale fiind incluse în colecțiile Centrului Georges Pompidou din Paris și ale Muzeului de Artă Modernă din New York. Un număr mare de picturi ale sale se găsesc și în Colecția de artă africană contemporană (CAAC) a lui Jean Pigozzi⁠(d). A fost invitat să participe la Bienala de la Veneția din 2007. Picturile sale includ aproape întotdeauna text în franceză și Lingala⁠(d), comentând despre viața din Africa și lumea modernă. Samba locuiește în Kinshasa și Paris.

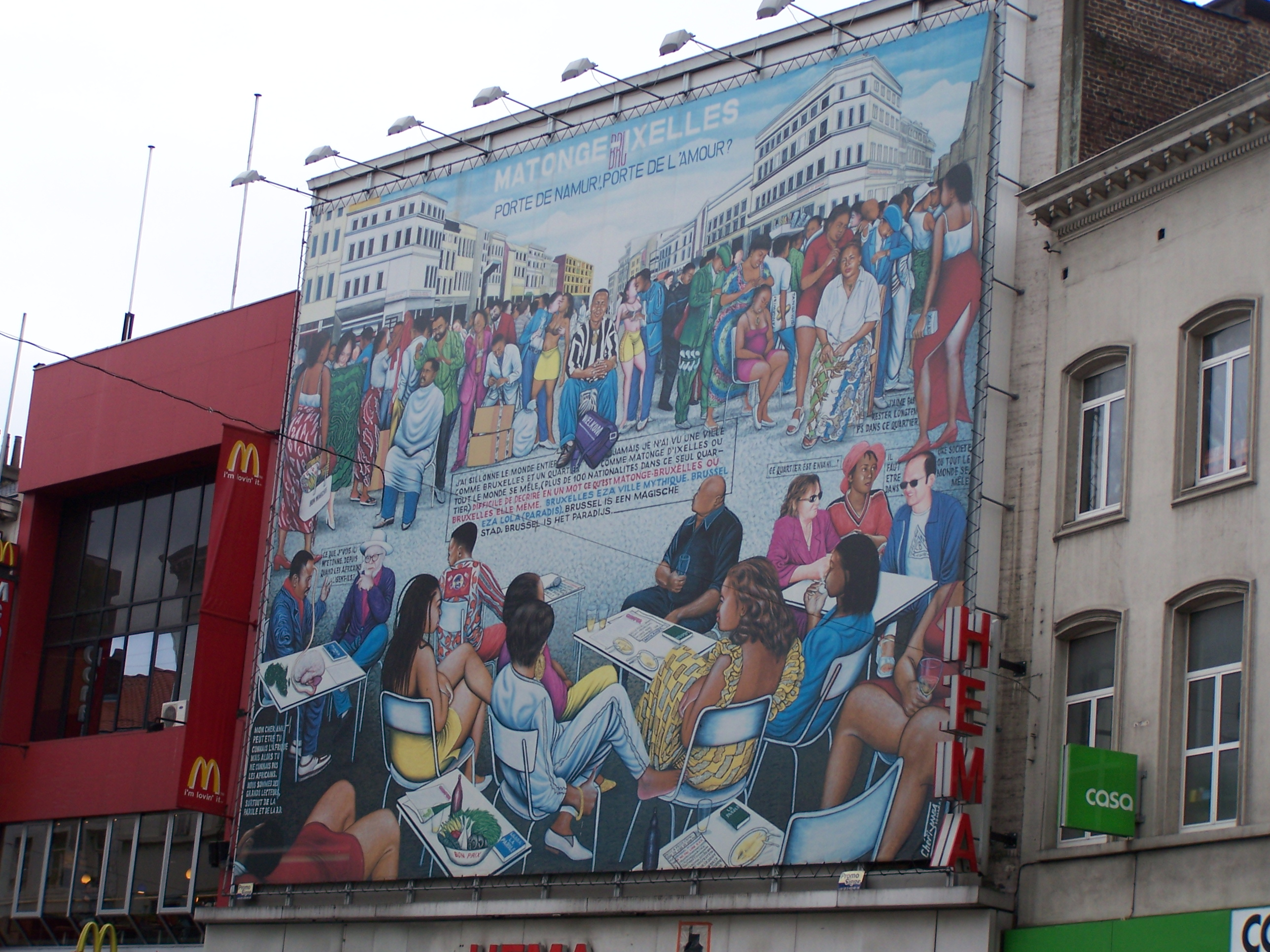
Pictură reprezentând comunitatea africană de lângă Naamse Poort - Chéri Samba Porte de Namur, porte de l'amour

## Tinerețe
Inițial, numele lui Samba a fost David Samba, dar în țara sa exista o interdicție de a păstra/a da oamenilor un prenume creștin, așa că a decis să-l schimbe în Samba wa Mbimba N'zingo Nuni Masi Ndo Mbasi. Mai târziu, Samba a adoptat numele Chéri Samba, pe care a vrut inițial să-l schimbe în Dessinateur Samba, dar nu a făcut-o din cauza relației sale cu publicul. Numele său de familie, Samba, are două semnificații în limba Kikongo⁠(d), referindu-se la actul de rugăciune sau la actul de a fi judecat.
Părinții lui Samba au fost asociați culturii Kongo, dar Samba alege să se identifice cu cultura Kinshasa, care este capitala țării sale. Samba susține că a fost transformat în catolic, în timp ce a urmat școala. El nu respinge sau neagă creștinismul, care este religia în care a crescut, dar spune că încearcă să reziste oricărei încercări de a aplica o etichetă de confesiune religiei sale. După ce a absolvit școala primară catolică, Samba a mers la liceu. S-a menținut pe locul doi la clasă, cu excepția unui an în care a fost primul. În al treilea an, Samba a renunțat. În timpul școlii, Samba desena mereu și și-a amintit că tatălui său nu-i plăcea să-l vadă desenând. Religia lui Cherí Samba este catolică, cu o tentă zaireză, care a influențat multe dintre picturile sale, precum Cherí Samba Beeches the Cosmos.

## Biografie
Chéri Samba s-a născut în Kinto M'Vuila, Republica Democrată Congo, ca fiu cel mai mare al unei familii cu 10 copii. Tatăl său era fierar, iar mama sa fermieră. În 1972, la vârsta de 16 ani, Samba a părăsit satul pentru a-și găsi de lucru ca pictor de panouri în capitala Kinshasa, unde a întâlnit artiști precum Moké și Bodo. Acest grup de artiști, inclusiv fratele mai mic al lui Samba, Cheik Ledy⁠(d), a ajuns să constituie una dintre cele mai vibrante școli de pictură populară din țară.
În 1975, Samba și-a deschis propriul studio. În același timp, a devenit și ilustrator pentru revista de divertisment Bilenge Info. Lucrând atât ca pictor de panouri publicitare, cât și ca artist de benzi desenate, a folosit stilurile ambelor genuri atunci când a început să-și realizeze picturile pe pânză de sac. El a împrumutat utilizrea „bulelor de cuvinte” din arta benzilor desenate, ceea ce i-a permis să adauge compozițiilor sale nu doar narațiune, ci și comentarii, dându-i astfel stilul său caracteristic de a combina pictura cu textul. Lucrările sale i-au adus o oarecare faimă locală. În 1979, Samba a participat la expoziția Moderne Kunst aus Afrika, organizată în Berlinul de Vest. Expoziția a făcut parte din programul primului festival Horizonte - Festival der Weltkulturen.
Este personajul central al filmului documentar Kin Kiesse⁠(d) din 1982, în care își oferindu-și gândurile despre viața din Kinshasa. Potrivit regizorului filmului, Mwezé Ngangura⁠(d), Samba a avut un rol esențial în realizarea filmului, convingând Ministerul francez al Cooperării, France 2 și televiziunea congoleză că Ngangura ar putea face un film la Kinshasa.
Descoperirea lui Samba a fost expoziția Les Magiciens de la Terre de la Centrul Georges Pompidou din Paris în 1989, care l-a făcut cunoscut pe plan internațional.
În 2007, curatorul Robert Storr l-a invitat pe Samba să participe la cea de-a 52-a expoziție internațională de artă de la Bienala de la Veneția, intitulată „Think with the Senses—Feel with the Mind. Arta la timpul prezent” și descrisă de The Huffington Post ca fiind „cu siguranță „expoziția” acestui nou secol”.

## Filozofie
Piesele lui Samba își propun să sublinieze sărăcia, prostia cu privire la cultura sa, corupția și haosul în munca sa. Samba spune: „Fac apel la conștiința oamenilor... pictez realitatea chiar dacă este șocantă, pun umor și culoare în ea pentru a atrage oamenii. În piesa sa, J'aime la couleur abordează rasa și identitatea de sine”. Aceasta explică modul în care Samba consideră că experiența și procesul de susținere și recreare a unei identități comune în diaspora africană vor arăta cum se poate consolida o comunitate. De obicei, Samba se pictează pe sine însuși în centrul comentariilor sale vizuale sociale.

## Principalele expoziții
Expoziții personale 
- 2011/2012: The Global Contemporary Art Worlds After 1989, Zentrum für Kunst und Medientechnologie Karlsruhe, Germania.
- 2011: JAPONCONGO: dubla interpretare a lui Carsten Höller asupra colecției Jean Pigozzi, Le Magasin, Centre national d'Art Contemporain, Grenoble, Franța.
- 2007/2008: De ce Africa? Pinacoteca Giovanni e Marella Agnelli, Torino, Italia
  - Pictură populară din Kinshasa, Tate Modern (Camera 10), Londra, Marea Britanie.
- 2007: Bienala de la Veneția, Pavilionul Italian, Veneția, Italia.
- 2004: Africa Remix: Art contemporain d'un continent . Expoziție itinerantă: Germania, Marea Britanie, Franța, Tokyo.

Expoziții de grup 
- 1978: Art Everywhere, Adcadémie des Beaux-Arts, CIAF, Kinshasa, Zair.
- 1982: Sura DJI Musée des Arts Décoratifs, Paris, Franța.
- 1984: Folkkonst Frän Zaire, Kulturkset Stockholm.
- 1988: Contemporary Zairian Painters, Maison de la Culture du Sud-Luxembourg, Arlon.
- 1991: Castello de Rivara, Torino, Italia.
- 1994: Despre condiția umană: speranță și disperare, Tokyo.